# روي فاغنر
روي فاغنر (بالإنجليزية: Roy Wagner)‏ هو عالم إنسان أمريكي، ولد في 2 أكتوبر 1938 في كليفلاند في الولايات المتحدة، وتوفي في 10 سبتمبر 2018 في شارلوتسفيل في الولايات المتحدة.